# Datu Montawal

Bản đồ Maguindanao với vị trí của Pagagawan

Datu Montawal (formerly Pagagawan) là một đô thị hạng 1 ở tỉnh Maguindanao, Philippines. Theo điều tra dân số năm 2000 của Philipin, đô thị này có dân số 27.010 người trong 5.466 hộ.

## Các đơn vị hành chính
Datu Montawal được chia ra 11 barangay.
- Balatungkayo (Batungkayo)
- Bulit
- Bulod
- Dungguan
- Limbalud
- Maridagao
- Nabundas
- Pagagawan
- Talapas
- Talitay
- Tunggol
- katitisan